# Pala del beato Nicola da Tolentino
La Pala del beato Nicola da Tolentino, o Pala Baronci è un dipinto smembrato e parzialmente perduto (olio su tavola, misure ignote) di Raffaello Sanzio e Evangelista da Pian di Meleto, primo assistente alla bottega di Giovanni Santi, padre di Raffaello, databile al 1500-1501 e conservato in vari frammenti in musei italiani ed esteri. L'opera è la prima documentata dell'artista che, all'epoca diciassettenne, è già indicato nel contratto come magister.

## Storia
La pala venne allogata il 10 dicembre 1500 a Raffaello ed Evangelista da Pian di Meleto, storico assistente di suo padre Giovanni Santi, da Andrea di Tommaso Baronci per decorare la propria cappella familiare nella chiesa di Sant'Agostino a Città di Castello. Nel contratto è interessante notare come Raffaello, poco più che esordiente, venga già menzionato come magister Rafael Johannis Santis de Urbino, e prima dell'anziano collaboratore, testimoniando ufficialmente come venisse già, a diciassette anni, ritenuto pittore autonomo dall'apprendistato concluso. L'opera venne consegnata il 13 settembre 1501.
Nel 1789 venne gravemente danneggiata da un terremoto. Allora si decise di sezionarla, per ritagliare le parti meglio conservate. Fino al 1849 vennero tenuti in Vaticano, poi andarono dispersi.

## Descrizione e stile

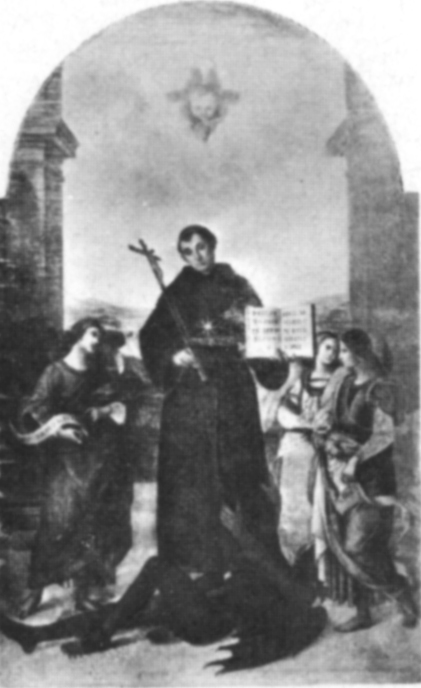
La replica parziale settecentesca

Dell'opera originaria esiste una copia parziale del 1791 di Ermenegildo Costantini, conservata nella Pinacoteca comunale di Città di Castello, e alcuni disegni preparatori (all'Ashmolean Museum di Oxford e al Musée des Beaux-Arts di Lilla), che permettono di farsi un'idea della composizione originaria.
Al centro si trovava Nicola da Tolentino, allora ancora beato, che schiacciava il demonio, affiancato da tre angeli con cartigli: due in coppia a destra e uno solitario a sinistra. In mano il santo reggeva un libro aperto e un lungo crocifisso. La parte superiore della pala, assente nella copia settecentesca, mostrava una triplice incoronazione del santo, da parte dell'Eterno in una mandorla di cherubini, da parte della Vergine Maria inginocchiata e da parte di sant'Agostino con gli abiti vescovili. Lo sfondo doveva essere composto da un'ampia arcata, aperta sul paesaggio.
La predella infine mostrava storie del santo.
I frammenti conosciuti sono:
- Angelo, trasportato su tela, 31x27 cm, Brescia, Pinacoteca Tosio-Martinengo
- Angelo, 58x36 cm, Parigi, Museo del Louvre
- Eterno tra cherubini e testa di Madonna, 112x115 cm, Napoli, Museo nazionale di Capodimonte
- Nicola da Tolentino resuscita due colombe, 29,2x54 cm, Detroit, Detroit Institute of Arts
- Nicola da Tolentino soccorre un fanciullo che annega, 26,7x51,8 cm, Detroit, Detroit Institute of Arts
- Nicola da Tolentino e gli impiccati, Pisa, Museo nazionale di palazzo Reale

L'attribuzione di questi frammenti non è però univoca e alcune parti, soprattutto quelle a Detroit e a Napoli, sono assegnate talvolta a Evangelista. La figura dell'Eterno è di impostazione peruginesca e arcaica, che si trova anche in opere del padre di Raffaello, come la Pala Buffi per la chiesa di San Francesco a Urbino. Più convincenti sono la Vergine e gli angeli, in cui si scorgono influenze dei modi contemporanei di Pinturicchio. La concezione della tavola deve comunque spettare unicamente a Raffaello, come dimostrano i disegni preparatori. Essi hanno una qualità e una scioltezza sicuramente maggiori di quelle del maestro Perugino.

## Galleria d'immagini

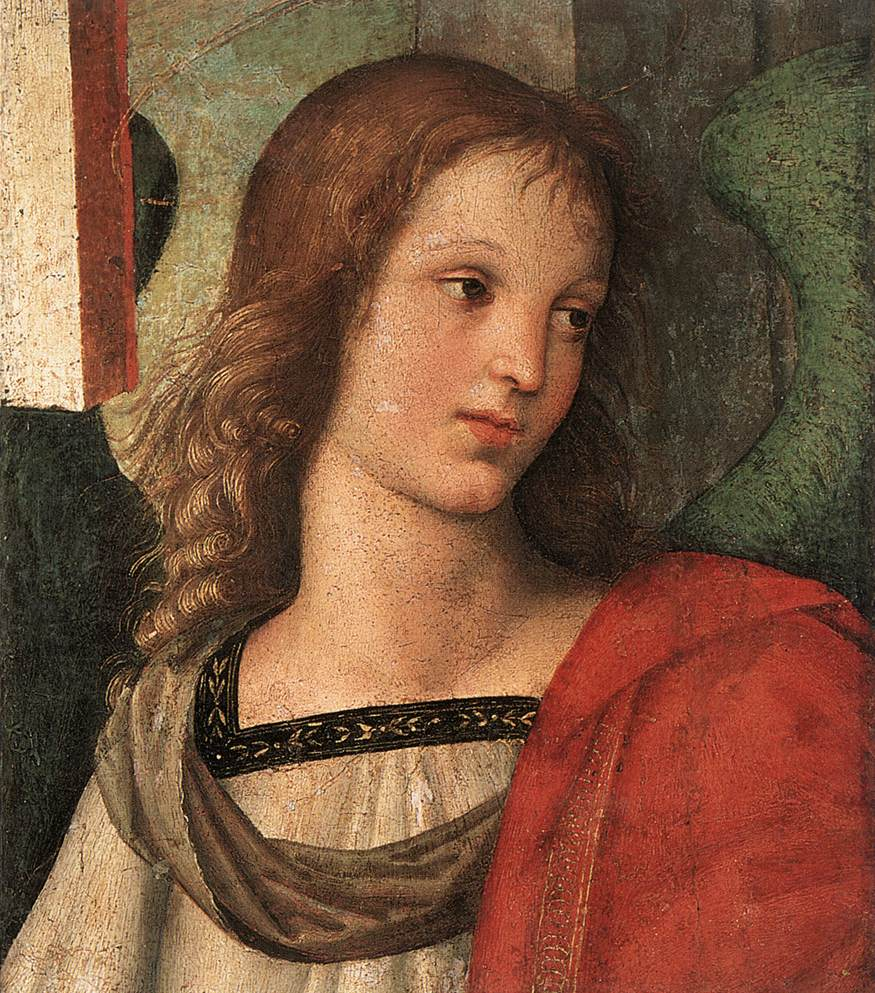
Angelo di Brescia
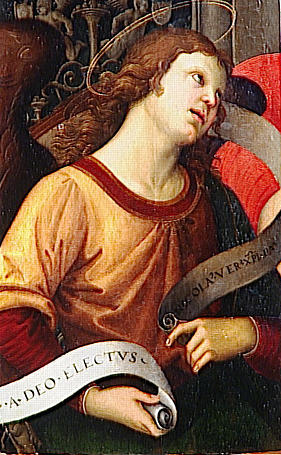
Angelo di Parigi
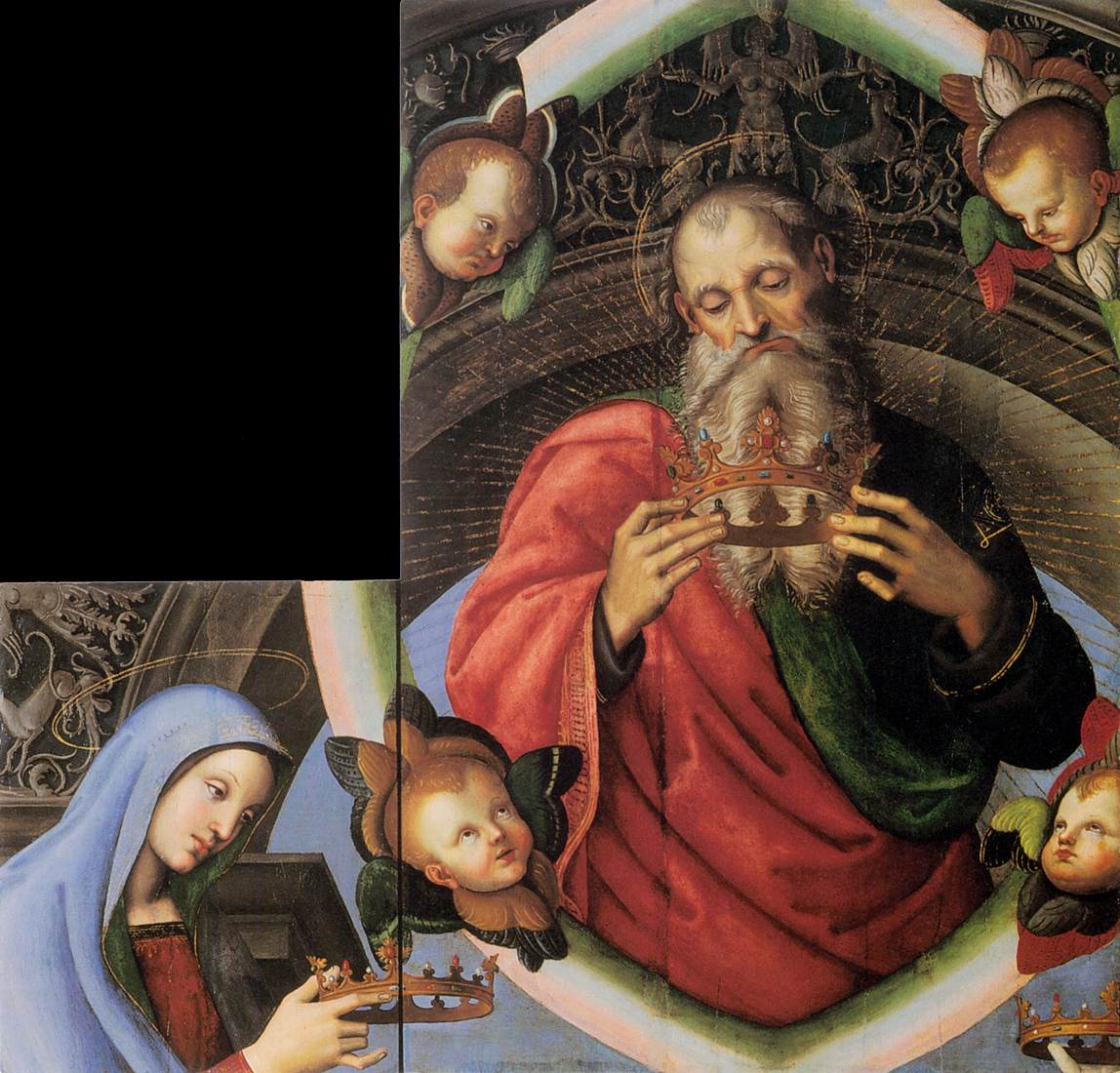
Eterno tra cherubini e testa di Madonna, Napoli
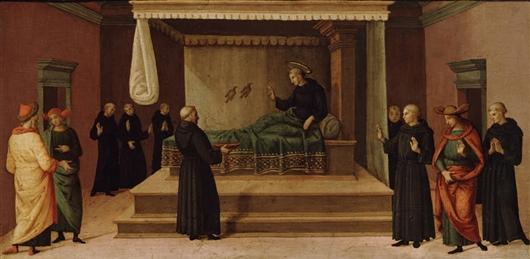
Nicola da Tolentino resuscita due colombe
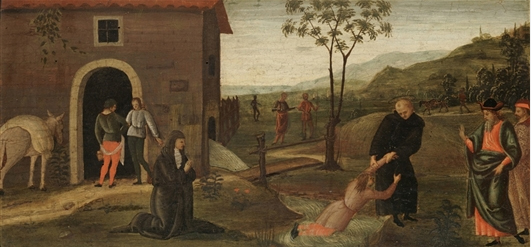
Nicola da Tolentino soccorre un fanciullo che annega
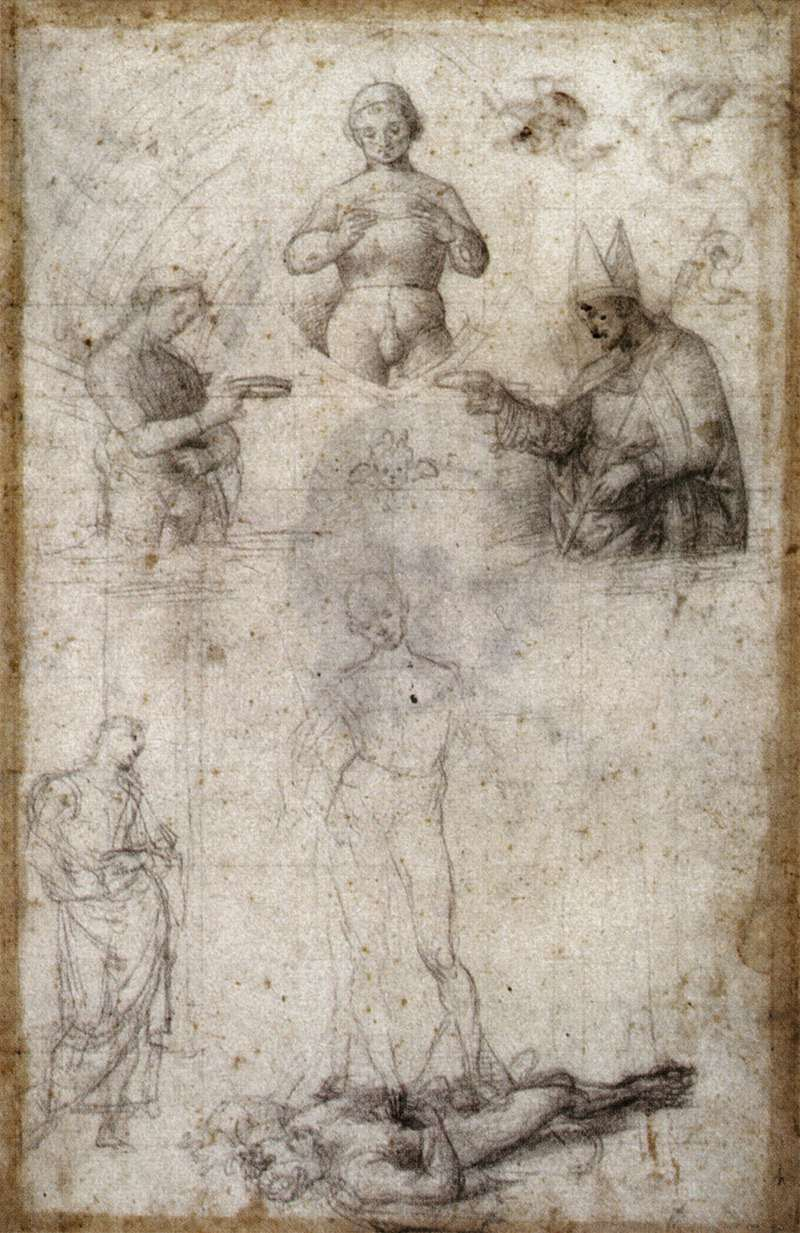
Disegno preparatorio a Lille
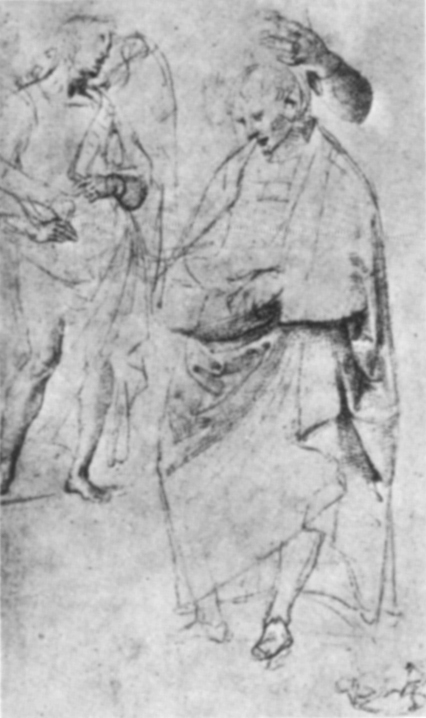
Disegno preparatorio a Oxford